# Olympische Sommerspiele 1992/Teilnehmer (Estland)
| Gelbes Symbol für Goldmedaillen mit stilisierten Olympischen Ringen | Graues Symbol für Silbermedaillen mit stilisierten Olympischen Ringen | Braundes Symbol für Bronzemedaillen mit stilisierten Olympischen Ringen |
| ------------------------------------------------------------------- | --------------------------------------------------------------------- | ----------------------------------------------------------------------- |
| 1                                                                   | —                                                                     | 1                                                                       |

Estland nahm an den Olympischen Sommerspielen 1992 in Barcelona mit 37 Athleten, vier Frauen und 33 Männern, in 13 Sportarten teil.
Seit 1920 war es die siebte Teilnahme Estlands an Olympischen Sommerspielen.

## Flaggenträger
Der Zehnkämpfer Heino Lipp trug die Flagge Estlands während der Eröffnungsfeier im Olympiastadion.

## Medaillengewinner
Mit jeweils einer gewonnenen Gold- und Bronzemedaille belegte das estnische Team Platz 34 im Medaillenspiegel.
| Medaille | Name                          | Sportart | Wettkampf            |
| -------- | ----------------------------- | -------- | -------------------- |
|          | Erika Salumäe                 | Radsport | Frauen, Bahn, Sprint |
|          | Tõnu Tõniste & Toomas Tõniste | Segeln   | Männer, 470er        |

## Teilnehmer nach Sportarten

### Bogenschießen
- Raul Kivilo
Männer, Einzel: 52. Platz

### Fechten
- Kaido Kaaberma
Männer, Degen, Einzel: 4. Platz

- Viktor Zuikov
Männer, Degen, Einzel: 39. Platz

### Judo
- Indrek Pertelson
Männer, Halbschwergewicht: 5. Platz

### Kanu
- Tiit Tikerpe
Männer, Einer-Kayak, 500 Meter: Halbfinale
Männer, Einer-Kayak, 1000 Meter: Halbfinale

### Leichtathletik
- Valeri Bukrejev
Männer, Stabhochsprung: 18. Platz

- Andrei Nazarov
Männer, Zehnkampf: 14. Platz

- Erki Nool
Männer, Zehnkampf: DNF

- Jüri Tamm
Männer, Hammerwurf: 5. Platz

- Anu Kaljurand
Frauen, Siebenkampf: 17. Platz

### Moderner Fünfkampf
- Imre Tiidemann
Männer, Einzel: 39. Platz

### Radsport
- Lauri Aus
Männer, Straßenrennen: 5. Platz

- Raido Kodanipork
Männer, Straßenrennen: 9. Platz

- Erika Salumäe
Frauen, Bahn, Sprint: Gold

### Ringen
- Helger Hallik
Männer, Superschwergewicht, griechisch-römisch: 10. Platz

- Waleri Nikitin
Männer, Weltergewicht, griechisch-römisch: ausgeschieden

- Küllo Kõiv
Männer, Leichtgewicht, Freistil: ausgeschieden

- Arvi Aavik
Männer, Schwergewicht, Freistil: ausgeschieden

### Rudern
- Jüri Jaanson
Männer, Einer: 5. Platz

- Roman Lutoškin & Priit Tasane
Männer, Doppelzweier: 4. Platz

- Marek Avamere, Vjatšeslav Divonin, Toomas Vilpart & Toomas Virkus
Männer, Vierer ohne Steuermann: 14. Platz

### Schießen
- Peeter Päkk
Männer, Skeet: 33. Platz

- Urmas Saaliste
Männer, Trap: 39. Platz

- Inna Rose
Frauen, Luftpistole: 21. Platz
Frauen, Kombinationspistole: 35. Platz

### Schwimmen
- Ilmar Ojase
Männer, 100 Meter Rücken: 20. Platz
Männer, 200 Meter Rücken: 30. Platz
Männer, 4 × 100 m Lagen: 15. Platz

- Marco Pachel
Männer, 100 Meter Brust: 19. Platz
Männer, 4 × 100 m Lagen: 15. Platz

- Indrek Sei
Männer, 50 Meter Freistil: 31. Platz
Männer, 100 Meter Freistil: 32. Platz
Männer, 4 × 100 m Lagen: 15. Platz

- Aldo Suurväli
Männer, 100 Meter Schmetterling: 30. Platz
Männer, 4 × 100 m Lagen: 15. Platz

### Segeln
- Kaijo Kuusing
Männer, Windsurfen: 21. Platz

- Tõnu Tõniste & Toomas Tõniste
Männer, 470er: Bronze

- Krista Kruuv
Europe: 6. Platz

### Tischtennis
- Igor Solopov
Männer, Einzel: 3. Runde